# Сен-Мартен-ле-Вину
Сен-Мартен-ле-Вину (фр. Saint-Martin-le-Vinoux) — коммуна во Франции, находится в регионе Рона — Альпы. Департамент коммуны — Изер. Входит в состав кантона Гренобль-2. Округ коммуны — Гренобль. В коммуне находится вилла Казамор, построенная между 1855 и 1876 годами.
Код INSEE коммуны — 38423. Население коммуны на 2007 год составляло 5 348 человек. Населённый пункт находится на высоте от 205 до 1 299 метров над уровнем моря. Муниципалитет расположен на расстоянии около 480 км юго-восточнее Парижа, 95 км юго-восточнее Лиона, 2 км северо-западнее Гренобля. Мэр коммуны — Yannik Ollivier, мандат действует на протяжении 2008—2014 гг.
Динамика населения (INSEE):

## Города-побратимы
- Броттероде, Германия (1993)
- Марибабугу, Мали (1998)
- Бэлчешти, Румыния (1998)